# Hejnał Kęty

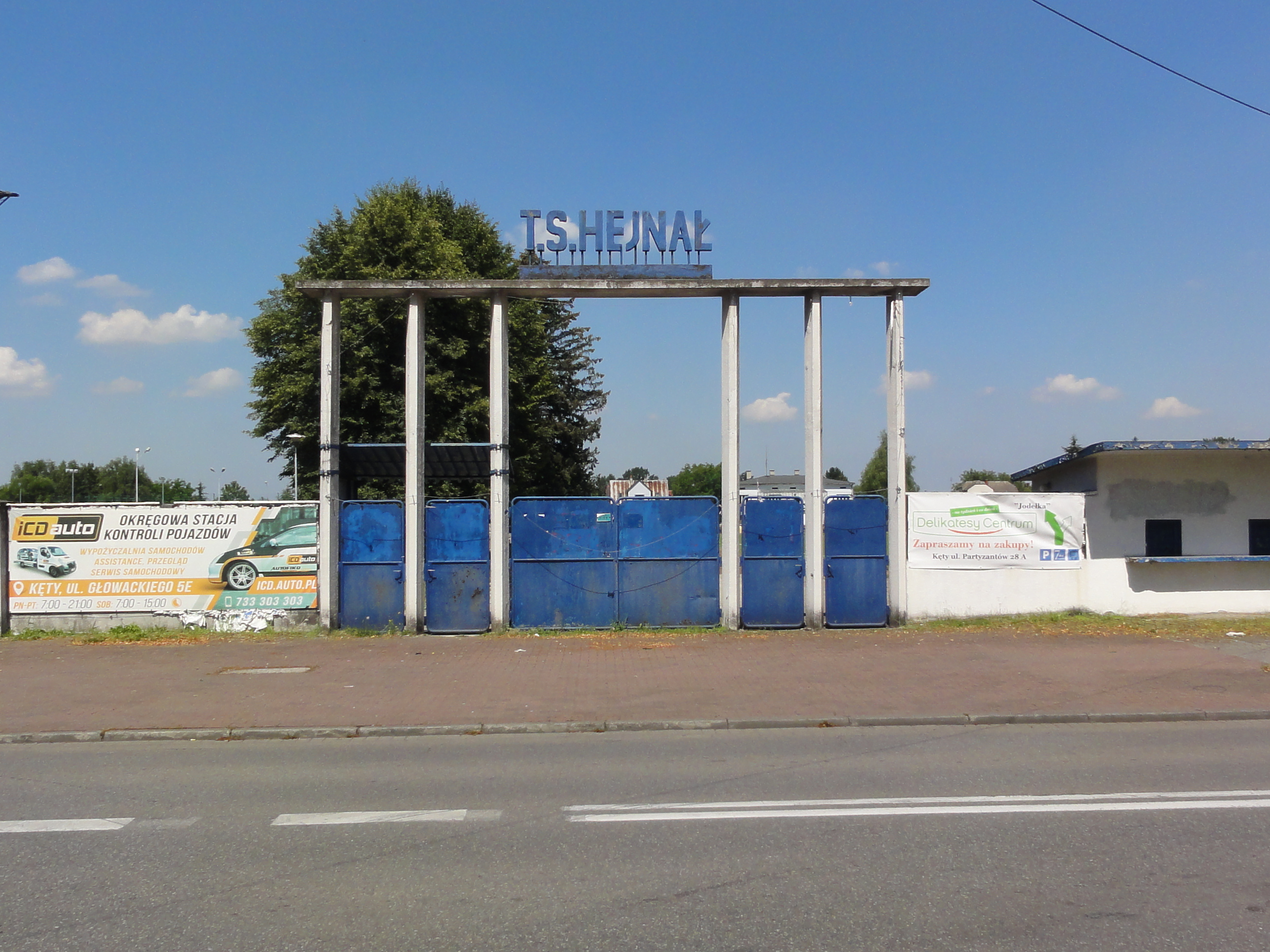
T.S. Hejnał

Klub Sportowy Hejnał Kęty – polski wielosekcyjny klub sportowy z Kęt, założony w 1921 roku.

## Informacje ogólne
- Rok założenia: 1921
- Barwy: biało-fioletowe
- Pierwszy prezes Klubu: Fryderyk Samogy
- Adres: ul. Sobieskiego 36 32-650 Kęty
- Prezes: Paweł Szłapa
- Prezes honorowy: Dariusz Mańko

## Sekcje
W jego skład wchodzi kilka sekcji sportowych, takich jak:
- Sekcja Podnoszenia Ciężarów
- Sekcja Piłki Nożnej
- Sekcja Brydża Sportowego
- Sekcja Judo
- Sekcja Piłki Siatkowej
- Sekcja Gimnastyczna
- Sekcja Badmintona
- Sekcja Lekkoatletyczna

### Sekcja podnoszenia ciężarów
Założycielem tej sekcji był Jan Toczek. Współcześnie sekcją tą kieruje Marian Bogacz, a za trenerstwo odpowiadają:
- Janusz Glądys – dwubój olimpijski
- Paweł Madej- dwubój olimpijski

#### Historia
Pierwszy trening ciężarowców rozpoczął się 10 stycznia 1960 w sali gimnastycznej Liceum Pedagogicznego w Kętach, a już 2 lutego sekcja podnoszenia ciężarów weszła w skład Towarzystwa Sportowego "Hejnał" Kęty. 4 marca w sali międzyzakładowego Klubu "Sielanka" rozegrane zostały Indywidualne Mistrzostwa Kęt w trójboju ciężarowym. Był to pierwszy oficjalny występ kęckich ciężarowców przed publicznością. Za oficjalną datę powstania sekcji uważa się jednak 15 marca 1960 r., kiedy to została zatwierdzona przez Polski Związek Podnoszenia Ciężarów. Lata 1960–1970 to ciągłe pasmo sukcesów kęckich ciężarowców. Wybrane najważniejsze wyniki sportowe:
- rekord okręgu juniorów w wadze ciężkiej Edwarda Kwaśniaka z wynikiem 292,5 kg (1961)
- Kazimierz Porębski, Mistrz Okręgu w trójboju olimpijskim (1961, waga musza)
- Emil Czyż, Mistrz Okręgu w trójboju olimpijskim (1961, waga kogucia), Indywidualny Mistrz Okręgu (1962, Chrzanów, waga kogucia, wynik: 232,5 kg), Mistrz Okręgu (1963 waga kogucia, wynik: 237,5 kg)
- Roman Pierkiel, Mistrzostwo Okręgu Juniorów (1963, waga średnia, wynik: 295 kg)
- Franciszek Michalin, Mistrz Okręgu Juniorów (1964, waga kogucia wynik 225 kg)
- rekord Hejnału w wadze ciężkiej Jana Baścika z wynikiem 335 kg (1966)
- zdobycie Pucharu Beskidów (1966, wynik sumaryczny 2060 kg)
- rekordy okręgu Eugeniusza Kołodziejczyka (1970), 375 kg waga półciężka w trójboju, 132,5 kg waga półciężka w wyciskaniu, 135 kg waga lekkociężka w wyciskaniu
- w roku 1971 (50-lecie powstania Klubu) pierwsze klasy sportowe zdobyli: Jan Gałuszka, Franciszek Mika, Jan Dwornik, Eugeniusz Kołodziejczyk, Emil Czyż i Andrzej Szlagor
- W Otwocku w 1973 ciężarowcy Hejnału wywalczyli awans do II Ligi Państwowej
- W 1977 T.S. "Hejnał" na arenie międzynarodowej pokonał 4:1 francuską drużynę U.S.C.C. Saint-Pol-Sur-Mar.
- W 1980 Andrzej Baraniak na Ogólnopolskiej Spartakiadzie Młodzieży wywalczył srebrny medal.
- W 1987 Jarosław Jarzyna zdobył czwarte miejsce w kategorii do 52 kg na Ogólnopolskiej Spartakiadzie Młodzieży w Suwałkach
- Na Mistrzostwach Polski w Trójboju Siłowym Marek Wójcik zdobył tytuł Mistrza Polski, a Wiesław Wróbel wywalczył tytuł drugiego wicemistrza. Marek Wójcik zdobył również tytuł Mistrza Polski Juniorów i Seniorów na Mistrzostwach Polski w konkurencji przysiady ze sztangą na barkach. (1992)
- Powołanie do Kadry Narodowej w roku 1996 Marka Smolarczyka
- Paweł Madej, Indywidualne Mistrzostwa Polski do lat 20, 4. miejsce w dwuboju, a w rwaniu wywalczył 3. miejsce wynikiem 125 kg
- Wiesław Wróbel, Mistrzostwa Świata w Austrii, 1999 tytuł Mistrza Świata w konkurencji wyciskanie leżąc.
- W 2005r Adamus Robert w kategorii 56 kg na Ogólnopolskiej Spartakiadzie Młodzieży wywalczył złoty medal. Na tych samych mistrzostwach Tomasz Kudas zajął 4. miejsce w kategorii 56 kg. Niedziela Mariusz – 9. miejsce w kategorii 69 kg oraz Michał Matyszkowicz 12. miejsce w kategorii 77 kg.
- W roku 2006 Adamus Marcin w kategorii 50 kg wywalczył brązowy medal w Mistrzostwach Polski Juniorów do lat 17.
- W roku 2007 Adamus Marcin w kategorii 56 kg zdobył tytuł Mistrza Polski podczas Mistrzostw Polski Juniorów do lat 17. W tych samych mistrzostwach Zapolski Patryk w kategorii 56 kg zajął miejsce 9.
- W roku 2008 Adamus Marcin w kategorii 62 kg podczas Ogólnopolskiej Olimpiady Młodzieży zdobył brązowy medal. Na tych samych mistrzostwach Zapolski Patryk w kategorii 56 kg zajął miejsce 9.
- W tym samym roku podczas Mistrzostw Polski Juniorów do lat 17 Zapolski Patryk w kategorii 56 kg wywalczył brązowy medal a Adamus Marcin w kategorii 62 kg również zajął 3. miejsce.
- W roku 2009 podczas Młodzieżowych Mistrzostw Polski do lat 23 w kategorii 85 kg Matyszkowicz Michał zajął miejsce 5 a Adamus Robert miejsce 11.
- Podczas Ogólnopolskiej Olimpiady Młodzieży w 2009 roku Zapolski Patryk w kategorii 62 kg zajął 11. miejsce.
- W 2009 roku w Mistrzostwach Polski Juniorów do lat 17 zajął miejsce 7 w kategorii 69 kg.
- W 2010 roku w Mistrzostwach Polski Juniorów do lat 20 w kategorii 62 kg Zapolski Patryk zajął 5. miejsce, Adam Wieroński uplasował się na 9 pozycji.
- W roku 2010 podczas Młodzieżowych Mistrzostw Polski do lat 23 w kategorii 77 kg Adamus Robert zajął 7. miejsce a Michał Matyszkowicz był 12.

### Sekcja piłkarska
Aktualnie kierownikiem sekcji jest Stefan Flisowski. Za szkolenie zawodników odpowiedzialni są:
- Jerzy Sordyl – trener Zespołu Seniorów
- Juniorzy – wycofani z rozgrywek
- Mateusz Kowalski – trener Zespołu Trampkarzy

#### Historia
Początki futbolu w Kętach sięgają roku 1920. Wówczas w mieście działało kilka lokalnych, nie zrzeszonych dzielnicowych drużyn, "Sokół", "Olimpia", "Soła". Przełom nastąpił w 1920, gdy działaczom zespołu "Soła" udało się zaprosić na towarzyski mecz drużynę Cracovii. Klub z Krakowa wygrał 3:1. Uzmysłowił on jednak lokalnym działaczom, że lepiej utworzyć jeden, ale wspólny klub. W takich okolicznościach powstała drużyna Hejnału Kęty. Swą nazwę zawdzięcza hejnałowi z wieży mariackiej. Klub miał grać tak pięknie jak śpiewany codziennie hejnał. W 1921 grupa działaczy utworzyła jednosekcyjny Klub o nazwie Towarzystwo Sportowe "HEJNAŁ". Okres lat 1946–1949 ocenić należy jako najwspanialszy w 80-letniej historii piłki nożnej T. S. HEJNAŁ, w którym to drużyna odniosła największy sportowy sukces. W roku 1948 drużyna zdobyła Mistrzostwo Klasy "B" podokręgu Bielsko-Biała (tj. odpowiednik dzisiejszej Klasy "A") i awansowała do śląskiej wydzielonej Klasy "A". W wyniku systemu baraży, mistrzowie poszczególnych grup ubiegali się o prawo do gry I Lidze. Jednakże Hejnał Kęty nie sprostał silniejszym wówczas drużynom śląskim i po roku opuścił śląską Klasę "A". Okres świetności kończy się wraz z wycofaniem w 1949 roku ze stanowiska Kierownika Sekcji Piłki Nożnej Stanisława Koguta. Po jego odejściu w sekcji piłkarskiej następuje całkowity zanik pracy z młodzieżą, co bardzo niekorzystnie odbiło się na wynikach klubu w latach następnych. W roku 1952 następuje spadek do Klasy "B". Po opanowaniu kryzysu drużyna w latach 1955–1967 gra ze zmiennym szczęściem, zawsze jednak plasując się w czołówce tabeli drużyn Klasy "A". W roku 1978 władze sportowe Okręgowego Związku Piłki Nożnej w Bielsku-Białej w uznaniu zasług Klubu powierzają Towarzystwu Sportowemu "HEJNAŁ" organizację rozgrywek juniorów "UEFA-78" z udziałem drużyn:
- Włoch
- Portugalii
- Szkocji

Okres lat 1976–1981 to okres przebudowy zespołu. Stanisław Waluś zdobywa z drużyną juniorów w sezonie 1985/86 Mistrzostwo Makroregionu Śląskiego. W roku 1990 drużyna zdobywa awans do Ligi Międzyokręgowej. Sezon 1991/1992 to okres dalszych sukcesów sportowych. W wyniku reorganizacji rozgrywek drużyna, zajmując III miejsce w rozgrywkach Ligi Międzyokręgowej, ze zdobyczą 43 punktów awansuje do III Ligi Śląskiej. Następnie po pasmie sukcesów przyszły lata porażek. Rok 1997 to czas zniszczeń wywołanych przez powódź. Warto odnotować fakt zdobycia w sezonie 1999/2000 przez drużynę juniorów awansu do Małopolskiej Ligi Juniorów. Kęcki klub w sezonie następnym wyprzedził m.in. takie drużyny jak Hutnik Kraków, Unii Tarnów, Cracovii i Garbarni Kraków.

### Sekcja judo
Kierownikiem tego oddziału jest Zdzisław Jurowski. Za szkolenie odpowiadają:
- Anna Pustelnik
- Ryszard Mencel
- Edward Adamus
- Marcin Mencel

#### Historia
Jest to najmłodsza sekcja w ponad 80-letniej historii klubu. Powstała 27 sierpnia 1984 roku. W 1987 pojawiły się pierwsze znaczące wyniki kęckich judoków. Drużyna juniorów młodszych, startując w Ogólnopolskim Turnieju z okazji Wyzwolenia Bielska-Białej, zajęła 3. miejsce za Gwardią Bielsko-Biała i Pogonią Szczecin, wyprzedzając liczące się w kraju zespoły, m.in. AZS Warszawa, Gwardię Szczytno. W Mistrzostwach Polski Juniorek i Juniorów Młodszych w Bielsku-Białej w 1988 Izabela Dymitrowicz zajęła 1. miejsce, a Anna Grzesło 3. miejsce. Na Turnieju Eliminacyjnym do Kadry Olimpijskiej "C" w Bytomiu w 1989 Marcin Tondryk zajął 1. miejsce i Jacek Szczerbowski 3. miejsce. W 1990 Izabela Dymitrowicz zajęła 3. miejsce w Grand Prix Seniorek w Opolu, natomiast ta sama zawodniczka także uzyskała trzeci rezultat w końcowej rywalizacji Grand Prix. Duże sukcesy sekcja odniosła w 1992 roku. Na Mistrzostwach Polski w Koszalinie zawodnicy klubu zdobyli następujące miejsca:
- I miejsce i tytuł Mistrza Polski młodzików uzyskał Jacek Urbański
- III miejsce Piotr Ludwiczak
- V miejsce Marcin Mitoraj.

Pod koniec 1992 r. odbył się Międzynarodowy Turniej Młodzików w Ingolstadt, gdzie najlepszymi okazali się Marcin Mitoraj – 1. miejsce, Piotr Ludwiczak – 2. miejsce i Robert Szłapa – 2. miejsce. Na Mistrzostwach Polski Młodzików we Wrocławiu 1. miejsce i tytuł Mistrza Polski młodzików w kategorii wagowej 39 kg wywalczył Piotr Ludwiczak. Na Mistrzostwach Polski Młodziczek, które również odbyły się w grudniu 1993 r. w Pile, Izabela Mleczko startując w kategorii wagowej 72 kg zdobyła srebrny medal i tytuł wicemistrzyni Polski młodziczek. Kolejny Międzynarodowy Turniej Judo odbył się w Holandii z końcem maja 1994. Złote medale zdobyli na nim Piotr Ludwiczak i Tomasz Bies, 2. miejsce zajął Dariusz Mitoraj, natomiast 3. miejsca wywalczyli Piotr Pieczka, Izabela Mleczko i Agnieszka Lizoń.

### Sekcja piłki siatkowej
TS Hejnał Kęty – męska drużyna siatkarska będąca sekcją siatkówki klubu sportowego TS Hejnał Kęty.
Kierownikiem tej sekcji jest Andrzej Pietrzyk. Trenerem pierwszej drużyny jest Grzegorz Kosatka.

## Sekcja lekkiej atletyki
Początki tej sekcji wiążą się z rokiem 1945 oraz z osobą Edwarda Wierzbickiego. W dniu 1 października 1982 rozpoczął działalność w Kętach Klub MKS TEMPO Kęty, w wyniku czego 17 grudnia tegoż roku sekcja zawiesiła działalność.

### Historia
W 1952 Władysława Romik wywalczyła 2. miejsce w skoku w dal, oraz 4. w biegu na 100 metrów na Mistrzostwach Polski. Na tych samych zawodach Krystyna Góral zajęła 2. miejsce w biegu na 400 metrów i 800 metrów, Alina Dwornik 3. miejsce w rzucie granatem, a Mieczysław Gugulski 4. miejsce w biegu na 100 i 200 metrów. Odejście starszych lekkoatletów i brak naboru młodych spowodowało zawieszenie sekcji w 1974. Reaktywowano ją w 1975 roku. Pod koniec lat 70. Henryk Smolarek i Wojciech Zawiła zostali powołani do Kadry Narodowej. Nadzieje pokładane w Henryku Smolarku spełniły się w 1978, gdy zdobył 6. miejsce na halowych Mistrzostwach Polski w trójskoku, a także wygrał Grand Prix Brdy. Na następnych MP Smolarek został wicemistrzem Polski juniorów w trójskoku. W 1979 zdobył tytuł Mistrza Polski w trójskoku, z wynikiem 14,73 m. Rok 1980 również przyniósł kilka sukcesów. W Ogólnopolskim Mityngu Lekkiej Atletyki w Zabrzu Roman Smolarek zajął 1. miejsce w biegu na 800 metrów, natomiast Wiesław Czarnik w biegu na 1500 metrów uplasował się na 3. pozycji.